# Valkeakoski kyrka
Valkeakoski kyrka är en kyrka i Valkeakoski i Finland. Den planerades av Veikko Larkas och invigdes 1969. Kyrkans klocktorn är 35 meter högt.